# 野村実
野村 実（野村 實、のむら みのる、1922年〈大正11年〉4月16日 - 2001年〈平成13年〉5月18日）は、日本の海軍軍人、軍事史学者。滋賀県出身。
専門は日本海軍史。防衛大学校教授、名古屋工業大学教授、軍事史学会会長を歴任した。学位は文学博士（慶應義塾大学）。最終階級は海軍大尉。

## 経歴
滋賀県彦根市生。旧制彦根中学校を経て海軍兵学校入校(第71期)。1942年（昭和17年）卒業（次席）。
空母「瑞鶴」、戦艦「武蔵」乗組、軍令部第1部付（作戦記録係）で太平洋戦争を経験、海軍兵学校教官で終戦を迎える。
終戦後は復員庁で極東国際軍事裁判海軍被告人弁護事務を担当。海軍大尉の経歴のため公職追放となる。その後防衛庁防衛研修所（のち防衛研究所）で、戦史室戦史編纂官として『戦史叢書』の編纂に従事する（この作業に前後して慶應義塾大学大学院文学研究科に出向、専門的な歴史研究について清水潤三に師事。1983年（昭和58年）文学博士の学位を取得）。1984年3月 慶應義塾大学 文学博士　論文の題は「太平洋戦争と日本軍部の研究」。 
1979年（昭和54年）防衛研修所第2戦史研究室長。1983年防衛大学校教授。その後名古屋工業大学教授、愛知工業大学客員教授、軍事史学会会長などを務め、2001年（平成13年）没。
著書『日本海海戦の真実』では、秋山真之の作戦上での貢献に異論を唱えている。

## 著書
- 『歴史のなかの日本海軍』（原書房、1980年）
- 『太平洋戦争と日本軍部』（山川出版社<近代日本研究双書>、1983年）
- 『海戦史に学ぶ』（文藝春秋、1985年／文春文庫、1994年／祥伝社新書、2014年） ISBN 4396113927
- 『天皇・伏見宮と日本海軍』（文藝春秋、1988年）
  - 『山本五十六再考』（中央公論社〈中公文庫〉、1996年） ISBN 4122025796
- 『なぜ太平洋戦争は始まったか』（皇學館大學出版部、1992年）、講演冊子
- 『日本海海戦の真実』（講談社現代新書、1999年／吉川弘文館<読みなおす日本史>、2018年） ISBN 4642067175
- 『日本海軍の歴史』（吉川弘文館、2002年、新装版2023年） ISBN 9784642039260

### 共編著
- 『図説 日本海軍』（太平洋戦争研究会編、河出書房新社、1997年） ISBN 4309725708

### 編纂史料
- 『海軍大将 小林躋造覚書』（伊藤隆共編、山川出版社［近代日本史料選書］、1981年）
- 『侍従武官 城英一郎日記』（山川出版社［近代日本史料選書］、1982年）